# L'Amour d'Erika Ewald
L'Amour d'Erika Ewald (en allemand : Die Liebe der Erika Ewald) est une nouvelle de l'écrivain autrichien Stefan Zweig, publiée en 1904. 

## Résumé

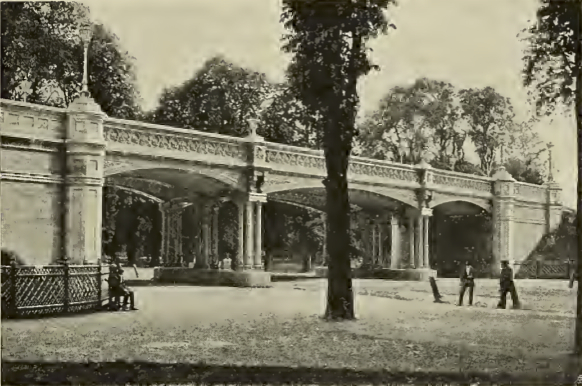
Vue du Prater de Vienne, in Paul Kortz, Wien am Anfang des XX. Jahrhunderts; ein Führer in technischer und künstlerischer Richtung (1905).

À Vienne, la jeune Erika Ewald vit dans une famille paisible. Avec la musique pour seule passion, elle donne des cours de piano et accompagne, pour le plaisir, un violoniste virtuose dont elle tombe amoureuse. Son amour est d'abord platonique, la jeune femme se contentant de discuter et de se promener avec celui qu'elle aime. Mais parallèlement, le désir de ce dernier grandit : aussi avoue-t-il ses sentiments à la jeune femme, lors d'une promenade dans le Prater. Pour l'occasion, le musicien lui compose une mélodie inspirée d'un chant tzigane empreint de nostalgie. Mais, ne se sentant pas prête pour la vie conjugale, Erika le rejette et s'enfuit.
S'ensuit un temps assez long, pendant lequel les amants n'ont aucun contact. Au fil du temps, Erika mûrit, et commence à développer une attirance physique envers le jeune musicien. Elle met alors tous ses espoirs dans de potentielles retrouvailles avec le jeune homme. Enfin, elle réussit à assister à l'un de ses récitals. Mais alors qu'elle se dirige vers sa loge pour lui parler, elle le voit simplement lui sourire avec une légère moquerie, une cantatrice dans les bras.
Après des premières pensées suicidaires, Erika prend la décision de se venger en se livrant au premier venu. Après une relation sans lendemain avec un jeune militaire, la jeune femme se rend compte que le temps atténue peu à peu sa frustration. Mais elle est toujours convaincue qu'elle ne pourra plus jamais aimer un autre homme, et que la vie à laquelle elle est condamnée sera austère, rythmée par des pensées enivrantes sur son passé. Elle se résout alors à consacrer le reste de sa vie à ses élèves et à vivre avec ses regrets, sans jamais oublier la mélodie que le jeune violoniste lui a dédiée.

## Analyse
Le violoniste est le deuxième personnage principal de la nouvelle ; pourtant, on ne connaîtra jamais son nom. Il ne fait, en quelque sorte, que symboliser le désir masculin qui effraie et tente l'héroïne tout à la fois. 
L'atmosphère envoûtante qui se dégage du texte souvent poétique, et toujours empreint d'une grande sensibilité, rend l'existence d'Erika Ewald à la fois banale et unique.

## Éditions

### Première édition
- Die Liebe der Erika Ewald. Novellen. Illustré par V. Hugo Steiner-Prag, Fleischel & Co., Berlin, 1904.

### Rééditions
- Verwirrung der Gefühle. Erzählungen, S. Fischer, Frankfurt am Main, 1983 (ISBN 3-10-097058-6)
  - Existe aussi au format livre de poche (ISBN 978-3-596-25790-4)
- Édition française : L'Amour d'Erika Ewald. Traduction d'Hélène Denis-Jeanroy, Librairie Générale Française, Livre de Poche, 1992 (ISBN 2253061735).

### Livre audio
- Verwirrung der Gefühle. Ungekürzte Lesung. Conçu par V. Heidemarie Eckardt, production de livres audio (3 CD), Marburg / Lahn 2001 (ISBN 978-3-89614-244-3).